# Haro (Comarca)
Die Comarca Haro ist eine der zwölf Comarcas in der autonomen Gemeinschaft La Rioja.
Die im Nordwesten gelegene Comarca umfasst 26 Gemeinden auf einer Fläche von 444,96 km².

## Gemeinden
| Gemeinde                    | Einwohner (2024) | Fläche km² | Dichte Einw./km² | Cod INE | Postleitzahl |
| --------------------------- | ---------------- | ---------- | ---------------- | ------- | ------------ |
| Ábalos                      | 256              | 18,10      | 14               | 26001   | 26339        |
| Anguciana                   | 427              | 5,05       | 85               | 26013   | 26210        |
| Briñas                      | 187              | 2,44       | 77               | 26033   | 26290        |
| Briones                     | 749              | 37,72      | 20               | 26034   | 26330        |
| Casalarreina                | 1.062            | 8,13       | 131              | 26042   | 26230        |
| Cellorigo                   | 10               | 12,43      | 1                | 26045   | 26212        |
| Cidamón                     | 17               | 15,80      | 1                | 26048   | 26291        |
| Cihuri                      | 200              | 9,76       | 20               | 26049   | 26210        |
| Cuzcurrita de Río Tirón     | 549              | 19,17      | 29               | 26056   | 26214        |
| Foncea                      | 93               | 22,72      | 4                | 26062   | 26211        |
| Fonzaleche                  | 124              | 17,00      | 7                | 26063   | 26211        |
| Galbárruli                  | 79               | 15,44      | 5                | 26065   | 26212        |
| Gimileo                     | 120              | 4,00       | 30               | 26068   | 26221        |
| Haro                        | 11.979           | 40,53      | 296              | 26071   | 26200        |
| Ochánduri                   | 82               | 11,72      | 7                | 26109   | 26213        |
| Ollauri                     | 312              | 2,60       | 120              | 26111   | 26220        |
| Rodezno                     | 222              | 14,30      | 16               | 26127   | 26222        |
| Sajazarra                   | 125              | 13,84      | 9                | 26128   | 26212        |
| San Asensio                 | 1.099            | 32,33      | 34               | 26129   | 26340        |
| San Millán de Yécora        | 32               | 10,77      | 3                | 26131   | 26216        |
| San Torcuato                | 64               | 10,82      | 6                | 26139   | 26291        |
| San Vicente de la Sonsierra | 1.014            | 48,56      | 21               | 26142   | 26338        |
| Tirgo                       | 171              | 9,14       | 19               | 26148   | 26211        |
| Treviana                    | 146              | 34,94      | 4                | 26155   | 26215        |
| Villalba de Rioja           | 161              | 8,96       | 18               | 26166   | 26292        |
| Zarratón                    | 255              | 18,69      | 14               | 26180   | 26291        |
| Comarca Haro                | 19.535           | 444,96     | 44               | –       | –            |

1. ↑  Instituto Nacional de Estadística Municipal Register of Spain